# Grand Prix-wegrace van Oostenrijk 1983
De Grand Prix-wegrace van Oostenrijk 1983 was de zesde Grand Prix van het wereldkampioenschap wegrace-seizoen 1983. De races werden verreden op 29 mei 1983 op de Salzburgring nabij Salzburg

## Algemeen
De belangrijkste verandering van de Oostenrijkse Grand Prix werd eigenlijk nauwelijks opgemerkt: men was eindelijk van de races in eind-april/begin-mei afgestapt. Daardoor waren er voor het eerst sinds jaren geen problemen met sneeuwval. Dit keer moest echter de 250cc-race in twee manches worden verreden door de regen en werd de start van de 125cc-race vertraagd door een rijdersstaking. 

## 500cc-klasse
Met Kenny Roberts op de eerste en Eddie Lawson op de derde startplaats stonden de fabrieks-Yamaha's er goed voor. Toch waren Ron Haslam en Takazumi Katayama als snelsten weg, maar Haslam viel al snel uit door een vastloper. Randy Mamola reed even aan de leiding, maar uiteindelijk gingen Roberts en Freddie Spencer er samen vandoor. Spencer begon echter terug te vallen en in de twaalfde ronde stopte hij in de pit. Lawson passeerde Mamola en reed zelfs de snelste ronde, maar hij kon zijn teamgenoot Roberts niet meer bereiken. Door het uitvallen van Spencer verkleinde Roberts zijn achterstand in het kampioenschap tot 6 punten. 

### Uitslag 500cc-klasse
| Freddie Spencer stond lang op poleposition, maar toen Kenny Roberts zich kwaad maakte verbeterde hij het baanrecord met twee seconden en de snelste ronde van Spencer met bijna een seconde. De eerste twee startrijen werden bezet door negen fabriekscoureurs. Vanaf de derde rij stonden de privérijders, maar het beloofde spannend te worden, want tussen Sergio Pellandini, Boet van Dulmen, Raymond Roche en Jack Middelburg zat slechts 0,7 seconde verschil. Cagiva was eindelijk terug op het circuit, met drie machines die allemaal het startnummer van Virginio Ferrari droegen. Dat was voor Jon Ekerold reden om ontbinding van zijn contract met Cagiva te vragen. Barry Sheene kreeg toch weer de beschikking over de 1982-fabrieks-Suzuki, maar verkoos zijn eigen productieracer, waarmee hij een seconde sneller was. Toni Mang trainde voor het eerst na zijn ski-ongeluk, maar was nog lang niet fit genoeg en reed slechts de 32e trainingstijd. |

| Pos | Coureur              | Merk              | Tijd       | Grid       | Punten |
| --- | -------------------- | ----------------- | ---------- | ---------- | ------ |
| 1   | Kenny Roberts        | Marlboro-Yamaha   | 41"26'84   | 1          | 15     |
| 2   | Eddie Lawson         | Marlboro-Yamaha   | 41"32'88   | 3          | 12     |
| 3   | Randy Mamola         | HB-Suzuki         | 41"44'00   | 4          | 10     |
| 4   | Takazumi Katayama    | HRC-Honda         |            | 5          | 8      |
| 5   | Franco Uncini        | HB-Gallina-Suzuki |            | 9          | 6      |
| 6   | Marc Fontan          | Sonauto-Yamaha    |            | 6          | 5      |
| 7   | Marco Lucchinelli    | HRC-Honda         |            | 8          | 4      |
| 8   | Jack Middelburg      | Honda             |            | 12         | 3      |
| 9   | Sergio Pellandini    | Suzuki            |            | 10         | 2      |
| 10  | Boet van Dulmen      | Suzuki            |            | 11         | 1      |
| 11  | Gianni Pelletier     | Honda             |            |            |        |
| 12  | Keith Huewen         | Suzuki            |            | 15         |        |
| 13  | Barry Sheene         | Suzuki            |            | 14         |        |
| 14  | Chris Guy            | Suzuki            |            |            |        |
| 15  | Massimo Massimiani   | Honda             |            |            |        |
| 16  | Philippe Coulon      | Suzuki            |            |            |        |
| 17  | Peter Sjöström       | Suzuki            |            |            |        |
| 18  | Ernst Gschwender     | Suzuki            |            |            |        |
| 19  | Fabio Biliotti       | Honda             |            |            |        |
| 20  | Steve Parrish        | Yamaha            |            |            |        |
| 21  | Leandro Becheroni    | Suzuki            |            |            |        |
| 22  | Alfons Ammerschlager | Suzuki            |            |            |        |
| 23  | Wolfgang von Muralt  | Suzuki            |            |            |        |
| 24  | Josef Ragginger      | Suzuki            |            |            |        |
| 25  | Walter Magliorati    | Suzuki            |            |            |        |
| 26  | Virginio Ferrari     | Cagiva            |            | 16         |        |
| 27  | Bent Slydal          | Suzuki            |            |            |        |
| 28  | Borge Nielsen        | Suzuki            |            |            |        |
| 29  | Franz Kaserer        | Suzuki            |            |            |        |
| DNF | Freddie Spencer      | HRC-Honda         | Vastloper  | 2          |        |
| DNF | Ron Haslam           | HRC-Honda         | Krukas     | 7          |        |
| DNF | Raymond Roche        | Honda             | Vastloper  |            |        |
| DNF | Toni Mang            | HB-Suzuki         | Opgave     | 32         |        |
| DNF | Gustav Reiner        | Suzuki            |            |            |        |
| DNF | Didier de Radiguès   | Honda             |            |            |        |
| DNF | Paolo Ferretti       | Suzuki            |            |            |        |
| DNQ | Loris Reggiani       | HB-Gallina-Suzuki |            |            |        |
| DNQ | Jon Ekerold          | Cagiva            | Geen motor | Geen motor |        |

### Top tien tussenstand 500cc-klasse
| Pos. | Coureur           | Merk              | Ptn. |
| ---- | ----------------- | ----------------- | ---- |
| 1    | Freddie Spencer   | HRC-Honda         | 68   |
| 2    | Kenny Roberts     | Marlboro-Yamaha   | 62   |
| 3    | Randy Mamola      | HB-Suzuki         | 40   |
| 4    | Takazumi Katayama | HRC-Honda         | 36   |
| 5    | Eddie Lawson      | Marlboro-Yamaha   | 32   |
| 6    | Franco Uncini     | HB-Gallina-Suzuki | 30   |
| 7    | Marco Lucchinelli | HRC-Honda         | 29   |
| 7    | Marc Fontan       | Sonauto-Yamaha    | 29   |
| 9    | Ron Haslam        | HRC-Honda         | 20   |
| 10   | Raymond Roche     | Honda             | 15   |

## 250cc-klasse
Zo spectaculair als de trainingen waren verlopen begon ook de 250cc-race, met een grote kopgroep van tien man, waarvan Guy Bertin, Thierry Espié, Hervé Guilleux, Manfred Herweh, Christian Sarron en Martin Wimmer allemaal één of meer ronden aan de leiding gingen tot de race in de dertiende ronde werd afgevlagd. Dat gebeurde omdat iedereen op slicks stond en het hevig was gaan regenen. Toen er na ruim een uur opnieuw gestart werd, stond het bordje van Guy Bertin op plaats 32, terwijl hijzelf en vele anderen wisten dat hij in de eerste manche achtste was geworden. Bertin weigerde naar achteren te gaan en toen Guilleux en Jacques Cornu een beetje inschikten kon hij vanaf de tweede rij starten. De baan was inmiddels weer droog en behalve Herweh (opgesneden slick vóór) en Jean-Louis Tournadre (regenbanden) stond iedereen opnieuw op slicks. Na de start ontstond er opnieuw een enorme kopgroep, die werd uitgedund toen Donnie Robinson viel, Sito Pons in zijn val meenam en even later ook Harald Eckl viel. Door de val van Robinson en Pons verloor Espié even de aansluiting, maar hij wist weer aan te haken. Op het einde ontstond er een strijd tussen Didier de Radiguès en Manfred Herweh. Herweh's Rotax was op de rechte stukken sneller, maar in het bochtige gedeelte pakte De Radiguès de leiding steeds weer terug. In de laatste bocht (de Fahrerlagercurve) nam Herweh maatregelen. Hij wist dat hij daar uitgeremd zou worden door De Radiguès, maar remde zelf ook erg laat. Daardoor moest De Radiguès een te ruime bocht maken en dat was voldoende voor Herweh, die de manche won maar ook zeer nipt (0,02 seconde) totaalwinnaar werd. De Radiguès werd ook tweede in de totaalstand, terwijl Thierry Espié derde werd. Dat werd echter pas laat bekend, want op het erepodium stond Christian Sarron op de derde plaats. Tijdens een late juryvergadering werd de tiende plaats toegekend aan Guy Bertin, ten koste van Patrick Fernandez. Dat had te maken met een eerdere uitsluiting vanwege de problemen op de startgrid. 

### Uitslag 250cc-klasse
| De 250cc-klasse leek wel steeds spannender te worden en dat bleek ook uit de trainingstijden in Oostenrijk. Tussen de nummer 4 en de nummer 25 zat slechts één seconde. Er waren ook in de training een paar valpartijen. Mar Schouten werd afgevoerd met een gebroken kaak en een gebroken jukbeen en Carlos Cardús brak beide benen. |

(Totaalstand na twee manches)
| Pos | Coureur                | Merk              | Tijd        | Grid        | Punten |
| --- | ---------------------- | ----------------- | ----------- | ----------- | ------ |
| 1   | Manfred Herweh         | Real-Rotax        | 46"00'02    |             | 15     |
| 2   | Didier de Radiguès     | Chevallier-Yamaha | 46"00'04    | 1           | 12     |
| 3   | Thierry Espié          | Chevallier-Yamaha | 46"01'06    | 9           | 10     |
| 4   | Christian Sarron       | Sonauto-Yamaha    |             |             | 8      |
| 5   | Martin Wimmer          | Mitsui-Yamaha     |             | 6           | 6      |
| 6   | Hervé Guilleux         | Kawasaki          |             | 3           | 5      |
| 7   | Carlos Lavado          | Venemotos-Yamaha  |             | 8           | 4      |
| 8   | Reinhold Roth          | Fath-Yamaha       |             |             | 3      |
| 9   | Jacques Cornu          | Hostettler-Yamaha |             | 5           | 2      |
| 10  | Guy Bertin             | MBA               |             | 7           | 1      |
| 11  | Patrick Fernandez      | Bimota-Bartol     |             |             |        |
| 12  | Jean-François Baldé    | Chevallier-Yamaha |             | 2           |        |
| 13  | Jean-Louis Guignabodet | Yamaha            |             |             |        |
| 14  | Bruno Lüscher          | Yamaha            |             |             |        |
| 15  | Donnie McLeod          | Yamaha            |             |             |        |
| 16  | Christian Estrosi      | Pernod            |             |             |        |
| 17  | Tony Head              | Armstrong-Rotax   |             |             |        |
| 18  | Iván Palazzese         | Venemotos-Yamaha  |             | 10          |        |
| 19  | Gabriel Gabria         | Yamaha            |             |             |        |
| 20  | Edwin Weibel           | Yamaha            |             |             |        |
| 21  | Manfred Obinger        | Yamaha            |             |             |        |
| 22  | Herbert Hauf           | Yamaha            |             |             |        |
| DNF | Jacques Bolle          | Yamaha            |             |             |        |
| DNF | Alan Carter            | Mitsui-Yamaha     | Krukas      |             |        |
| DNF | Thierry Rapicault      | Sonauto-Yamaha    | Zwarte vlag | Zwarte vlag |        |
| DNF | Roland Freymond        | Armstrong-Rotax   |             |             |        |
| DNF | Jean-Marc Toffolo      | Rotax             |             |             |        |
| DNF | Harald Eckl            | Yamaha            | Val         |             |        |
| DNF | Bernard Fau            | Yamaha            |             |             |        |
| DNF | Jean-Louis Tournadre   | Sonauto-Yamaha    |             |             |        |
| DNF | Siegfried Minich       | Rotax             |             |             |        |
| DNF | Paolo Ferretti         | Rotax             |             |             |        |
| DNF | Ángel Nieto            | Yamaha            |             | 4           |        |
| DNF | Donnie Robinson        | Mitsui-Yamaha     | Val         |             |        |
| DNF | Sito Pons              | JJ Cobas-Rotax    | Val         |             |        |
| DNQ | Jean-Michel Mattioli   | Yamaha            |             |             |        |
| DNS | Mar Schouten           | MBA               | Blessure    | Blessure    |        |
| DNS | Carlos Cardús          | JJ Cobas-Rotax    | Blessure    | Blessure    |        |
| DNS | Jeffrey Sayle          | Bartol            | Blessure    |             |        |

### Top tien tussenstand 250cc-klasse
| Pos. | Coureur             | Merk              | Ptn. |
| ---- | ------------------- | ----------------- | ---- |
| 1    | Didier de Radiguès  | Chevallier-Yamaha | 44   |
| 2    | Carlos Lavado       | Venemotos-Yamaha  | 42   |
| 3    | Hervé Guilleux      | Kawasaki          | 35   |
| 4    | Thierry Espié       | Chevallier-Yamaha | 30   |
| 4    | Manfred Herweh      | Real-Rotax        | 30   |
| 6    | Martin Wimmer       | Mitsui-Yamaha     | 27   |
| 7    | Jacques Cornu       | Hostettler-Yamaha | 26   |
| 8    | Patrick Fernandez   | Bimota-Bartol     | 25   |
| 9    | Jean-François Baldé | Chevallier-Yamaha | 24   |
| 9    | Christian Sarron    | Sonauto-Yamaha    | 24   |

## 125cc-klasse
De start van de 125cc-race werd verlaat door het uitlopen van de 250cc-race, maar Hugo Vignetti en Ricardo Tormo meldden zich te laat voor de opwarmronden en werden uitgesloten. Daarop organiseerde Ángel Nieto een rijdersstaking, waardoor de organisatie uiteindelijk besloot Vignetti en Tormo toch toe te laten. Door alle commotie had Nieto waarschijnlijk geen zin in zijn gewoonlijke spel: tegenstanders een halve race de indruk geven dat ze een kans hadden om vervolgens samen met Eugenio Lazzarini weg te rijden. Dit keer vertrokken de Garelli-rijders meteen, waardoor er alleen spanning was bij de strijd om de derde plaats. Aanvankelijk leek Bruno Kneubühler de beste kans te hebben, maar hij viel uit door een vastloper. Nu vochten niet minder dan tien coureurs om de laatste podiumplaats, maar uiteindelijk maakten Pier Paolo Bianchi, Fausto Gresini en August Auinger zich los. Uiteindelijk wist Bianchi nipt derde te worden voor Gresini. 

### Uitslag125cc-klasse
| Omdat de 250cc-race noodgedwongen in twee manches werd verreden, werd de start van de 125cc-race uitgesteld. Ricardo Tormo en Hugo Vignetti kwamen te laat voor de twee verplichte opwarmronden en werden door de officials tegengehouden. Tormo en Vignetti verklaarden dat op hun plaats in het rennerskwartier geen luidsprekers stonden, waardoor ze niet op de hoogte waren van de juiste starttijd. De reserverijders waren intussen al opgeroepen en stonden klaar. Tormo wist zijn MBA onder het lint langs de baan door te krijgen en reed illegaal de beide opwarmronden mee. Hij werd gesommeerd het startveld te verlaten, maar weigerde dat. In plaats daarvan wendde hij zich tot Ángel Nieto, die in 1982 de drijvende kracht achter de rijdersstaking bij de Franse Grand Prix was geweest. Nieto, leider in het kampioenschap, zette samen met teamgenoot Eugenio Lazzarini zijn Garelli demonstratief aan de kant en daarmee was een bijna algemene rijdersstaking een feit. Er volgde een fluitconcert van het publiek, dat alle toprijders aan het werk wilde zien en de organisatie bezweek onder die druk. De reserverijders werden weggestuurd en Tormo en Vignetti mochten starten. De internationale jury boog zich echter over de zaak en deed dezelfde avond nog uitspraak: Nieto kreeg - net als na de Franse Grand Prix van 1982 - een boete van 1.000 Zwitserse franken, Tormo en Vignetti werden alsnog gediskwalificeerd. Voor de stand in het kampioenschap had dat geen gevolgen, want ze hadden geen punten gescoord. |

| Pos | Coureur                | Merk      | Tijd      | Grid | Punten |
| --- | ---------------------- | --------- | --------- | ---- | ------ |
| 1   | Ángel Nieto            | Garelli   | 41"03'88  | 2    | 15     |
| 2   | Eugenio Lazzarini      | Garelli   | 41"05'37  | 1    | 12     |
| 3   | Pier Paolo Bianchi     | Sanvenero |           | 10   | 10     |
| 4   | Fausto Gresini         | MBA       |           | 5    | 8      |
| 5   | August Auinger         | MBA       |           | 7    | 6      |
| 6   | Maurizio Vitali        | MBA       |           | 6    | 5      |
| 7   | Johnny Wickström       | MBA       |           |      | 4      |
| 8   | Lucio Pietroniro       | MBA       |           |      | 3      |
| 9   | Hans Müller            | MBA       |           | 3    | 2      |
| 10  | Gerhard Waibel         | Seel-MBA  |           |      | 1      |
| 11  | Ricardo Tormo          | MBA       |           | 8    |        |
| 12  | Henk van Kessel        | MBA       |           | 14   |        |
| 13  | Stefano Caracchi       | MBA       |           |      |        |
| 14  | Pierluigi Aldrovandi   | MBA       |           |      |        |
| 15  | Hugo Vignetti          | MBA       |           |      |        |
| 16  | Jean-Claude Selini     | MBA       |           |      |        |
| 17  | Jacky Hutteau          | MBA       |           |      |        |
| 18  | Alfred Waibel          | Real      |           |      |        |
| 19  | Janez Pintar           | MBA       |           |      |        |
| 20  | Helmut Lichtenburg     | MBA       |           |      |        |
| 21  | Alojz Pavlic           | Bartol    |           |      |        |
| 22  | Anton Straver          | MBA       |           | 27   |        |
| 23  | Rolf Ruttimann         | MBA       |           |      |        |
| 24  | Giuseppe Ascareggi     | MBA       |           |      |        |
| 25  | Willy Pérez            | MBA       |           |      |        |
| DNF | Bruno Kneubühler       | MBA       | Vastloper | 4    |        |
| DNF | Erich Klein            | MBA       |           |      |        |
| DNF | Libero Piccirillo      | MBA       |           |      |        |
| DNF | Stefan Dörflinger      | MBA       |           | 9    |        |
| DNF | Paul Bordes            | MBA       |           |      |        |
| DNF | Iván Troisi            | MBA       |           |      |        |
| DNF | Per-Edvard Carlsson    | MBA       |           |      |        |
| DNQ | Ezio Gianola           | MBA       |           |      |        |
| DNQ | Thomas Møller-Pedersen | MBA       |           |      |        |

### Top tien tussenstand 125cc-klasse
| Pos. | Coureur            | Merk      | Ptn. |
| ---- | ------------------ | --------- | ---- |
| 1    | Ángel Nieto        | Garelli   | 60   |
| 2    | Eugenio Lazzarini  | Garelli   | 48   |
| 3    | Pier Paolo Bianchi | Sanvenero | 30   |
| 4    | Maurizio Vitali    | MBA       | 29   |
| 5    | Ricardo Tormo      | MBA       | 24   |
| 5    | Bruno Kneubühler   | MBA       | 24   |
| 7    | Fausto Gresini     | MBA       | 17   |
| 8    | Jean-Claude Selini | MBA       | 14   |
| 9    | Johnny Wickström   | MBA       | 12   |
| 10   | Hans Müller        | Seel-MBA  | 11   |

## Zijspanklasse
In het begin van de zijspanrace gedoogden Rolf Biland/Kurt Waltisperg nog een paar combinaties in hun buurt, zodat het leek op een strijd met Werner Schwärzel, Egbert Streuer en Masato Kumano. Kumano crashte echter en daarna ging Biland er vandoor om met een halve minuut voorsprong te winnen. Streuer's machine kwam wat acceleratie tekort en hij besloot te kiezen voor de tien punten van de derde plaats, achter Schwärzel. 

### Uitslag zijspanklasse
| Pos | Coureur              | Bakkenist          | Merk                  | Tijd     | Grid | Punten |
| --- | -------------------- | ------------------ | --------------------- | -------- | ---- | ------ |
| 1   | Rolf Biland          | Kurt Waltisperg    | Krauser-LCR-Yamaha    | 39"24'26 | 1    | 15     |
| 2   | Werner Schwärzel     | Andreas Huber      | Krauser-Seymaz-Yamaha | 39"54'42 | 5    | 12     |
| 3   | Egbert Streuer       | Bernard Schnieders | LCR-Yamaha            | 40"06'96 | 3    | 10     |
| 4   | Frank Wrathall       | Phil Spendlove     | Seymaz-Yamaha         |          |      | 8      |
| 5   | Alfred Zurbrügg      | Martin Zurbrügg    | Seymaz-Yamaha         |          | 10   | 6      |
| 6   | Alain Michel         | Claude Monchaud    | Krauser-LCR-Yamaha    |          | 2    | 5      |
| 7   | Siegfried Berger     | Edwin Berger       | Ohrmann-Yamaha        |          |      | 4      |
| 8   | Theo van Kempen      | Geral de Haas      | LCR-Yamaha            |          | 9    | 3      |
| 9   | Amedeo Zini          | Carlo Sonaglia     | LCR-Yamaha            |          |      | 2      |
| 10  | Pentti Niinivaara    | Vesa Bienek        | LCR-Yamaha            |          |      | 1      |
| 11  | Egon Schons          | Eckart Rösinger    | Busch-Yamaha          |          |      |        |
| 12  | Hans-Rüdi Christanat | Rothenbürger       | Onbekend              |          |      |        |
| DNF | Masato Kumano        | Kunio Takeshima    | LCR-Yamaha            | Ongeval  | 6    |        |
| DNF | Derek Jones          | Brian Ayres        | LCR-Yamaha            |          | 4    |        |
| DNS | Hein van Drie        | William van Dis    | LCR-Yamaha            | Motor    | 7    |        |

### Top tien tussenstand zijspanklasse
| Pos. | Coureur          | Bakkenist          | Merk                  | Ptn. |
| ---- | ---------------- | ------------------ | --------------------- | ---- |
| 1    | Rolf Biland      | Kurt Waltisperg    | Krauser-LCR-Yamaha    | 30   |
| 2    | Egbert Streuer   | Bernard Schnieders | LCR-Yamaha            | 25   |
| 3    | Werner Schwärzel | Andreas Huber      | Krauser-Seymaz-Yamaha | 22   |
| 4    | Alain Michel     | Claude Monchaud    | Krauser-LCR-Yamaha    | 17   |
| 5    | Frank Wrathall   | Phil Spendlove     | Seymaz-Yamaha         | 14   |
| 6    | Mick Barton      | Simon Birchall     | Windle-Yamaha         | 12   |
| 7    | Hermann Huber    | Wolfgang Möckel    | LCR-Yamaha            | 11   |
| 7    | Alfred Zurbrügg  | Martin Zurbrügg    | Seymaz-Yamaha         | 11   |
| 9    | Masato Kumano    | Kunio Takeshima    | LCR-Yamaha            | 10   |
| 9    | Derek Jones      | Brian Ayres        | LCR-Yamaha            | 10   |

## Trivia

### Ángel Nieto en Yamaha
Ángel Nieto reed al het hele seizoen zonder succes in de 250cc-klasse met een Yamaha TZ 250 van de Spaanse importeur, maar hij moest al in de trainingen voorzichtig zijn om niet geblesseerd te raken. Hij werd immers betaald door Garelli om in de 125cc-klasse te rijden. Toch hielp zijn broodheer hem met de Yamaha in de persoon van Jan Thiel, die de machine van Hummel-cilinders voorzag die hij ook nog eens nabehandelde. Zo reed Nieto in de training naar de vierde startplaats, slechts 0,01 seconde achter Hervé Guilleux.

### Manfred Herweh en Rotax
Manfred Herweh won zijn tweede Grand Prix, maar het was de eerste keer voor het merk Rotax. Daar was wel wat sleutelwerk voor nodig geweest: het Real-team had uit vijf oude motorblokken een nieuw opgebouwd. 

### Jeffrey Sayle en Bartol
Jeffrey Sayle had het hele seizoen moeten wachten tot zijn Bartol eindelijk klaar was. Nu het zover was werd hij al voor de race uitgeschakeld door een val in de training. 

### Jon Ekerold en Cagiva
Jon Ekerold had het testwerk voor Cagiva in 1982 overgenomen van Boet van Dulmen en in 1983 stond hij als fabrieksrijder voor Cagiva ingeschreven. De machine werd echter maar niet racerijp en de relatie tussen Ekerold en het team werd steeds slechter. Ekerold was het niet eens met de werkwijze van de monteurs, die hem weer verweten dat hij het hele seizoen in Duitsland was en zich niet in de werkplaats liet zien. Dit was al de tweede keer dat Ekerold contractueel verplicht was naar een circuit te reizen, maar moest toezien hoe de Cagiva aan Virginio Ferrari werd gegeven. Voor Ekerold was dat de druppel die de emmer deed overlopen. Hij had zijn tijd liever gebruikt voor andere races, waaronder de TT van Man. 
1927 · 1928 · 1929 · 1930 · 1947 · 1948 · 1950 · 1951 · 1952 · 1953 · 1954 · 1955 · 1956 · 1957 · 1958 · 1959 · 1960 · 1961 · 1962 · 1963 · 1964 · 1965 · 1966 · 1967 · 1968 · 1969 · 1970 · 1971 · 1972 · 1973 · 1974 · 1975 · 1976 · 1977 · 1978 · 1979 · 1981 · 1982 · 1983 · 1984 · 1985 · 1986 · 1987 · 1988 · 1989 · 1990 · 1991 · 1993 · 1994 · 1996 · 1997 · 2016 · 2017 · 2018 · 2019 · 2020 · 2021 · 2022 · 2023 · 2024 · 2025